# Manila Espositová
Manila Espositová (* 2. listopadu 2006 Boscotrecase) je italská sportovní gymnastka. Zpočátku se věnovala tanci, v pěti letech se stala gymnastkou a do sedmi let trénuje na vrcholové úrovni. Začínala v klubu AS Gin Civitavecchia a v roce 2024 přestoupila do policejního týmu Fiamme Oro. Je vysoká 162 cm.
V italské gymnastické Serii A debutovala v roce 2018. Rok nato vyhrála s italským družstvem juniorské středomořské mistrovství. Získala čtyři zlaté medaile na soutěži FIT Challenge v roce 2021. V listopadu 2022 byla členkou družstva, které na mistrovství světa ve sportovní gymnastice v Liverpoolu obsadilo páté místo. V následujícím roce vyhrála přeskok na Světovém poháru v Chotěbuzi a víceboj na Trofeo Città di Jesolo. Na evropském mistrovství v dubnu 2023 získala stříbrné medaile na kladině a v týmové soutěži. Stala se mistryní Itálie ve cvičení na kladině. Na světovém šampionátu v roce 2023 byla pátá ve víceboji družstev a devátá v individuálním víceboji. Na mistrovství Evropy ve sportovní gymnastice 2024 v Rimini získala zlaté medaile ve víceboji, družstvech, na kladině a v prostných. Stala se tak první gymnastkou od zavedení nového bodovacího systému v roce 2006, které se podařilo vyhrát tři individuální soutěže na jednom evropském šampionátu.   
Získala nominaci na Letní olympijské hry 2024, kde byla nejmladší členkou italské výpravy. V gymnastických soutěžích pařížské olympiády Espositová obsadila čtrnácté místo ve víceboji, druhé místo v soutěži družstev a třetí místo na kladině.